# Hall/Nimbus megállóhely
A Hall/Nimbus megállóhely egy autóbusz- és HÉV-megálló az Oregon állambeli Beavertonban, a Westside Express Service vonalon. A megállóhoz tartozik egy 50 férőhelyes P+R parkoló.

## Történet
A HÉV-vonal tervei egészen 1996-ig visszanyúlnak. A közlekedési hatóság 2001-ben vette fel a projektet a tervek közé, az építési engedélyt pedig 2004-ben adta meg. A tényleges munkálatok 2006 októberében kezdődtek. A Hall/Nimbus volt a legutolsó megálló, amely elkészült. Építését 2008-ban kezdték, szeptember 3-án pedig műalkotásokat helyeztek el itt. A 2008 őszére tervezett megnyitás végül 2009 januárjára csúszott.

## Leírás
A vonatok hétköznap, a reggeli és délutáni csúcsidőben közlekednek a Portland & Western Railroad tehervonataival közös pályán. A megálló a Nimbus Corporate Centertől és a Washington Square bevásárlóközponttól nem messze fekszik; tőle nyugatra található a 217-es út. Két autóbuszjárat (76, 78) is kiszolgálja, valamint a parkolók mellett 10 zárt- és 16 nyitott kerékpártárolót is létesítettek.
A peronon elhelyezték Frank Boyden és Brad Rude interaktív szobrát, ami egy acélból és bronzból készült műalkotás, kék színezéssel. Az alkotás U-alakja a vonatokra, a bronz fejek pedig az utasokra emlékeztetnek. A rozsdamentes acéltalpra helyezett vonat a talpán épített vágányon közlekedik, tetején pedig egy állatfigura van. Az elmozdítható fejek között található tök, vak férfi és kék koponya is.
| Észak felé                                         | Beaverton pályaudvar → |
| Dél felé                                           | ← Tigard pályaudvar    |
| Oldalperon, az ajtók jobb vagy bal oldalon nyílnak |                        |
| P + R parkoló                                      |                        |

| Előző állomás                                                        |  | Westside Express Service |  | Következő állomás              |
| -------------------------------------------------------------------- |  | ------------------------ |  | ------------------------------ |
| Tigard Transit Center vasútállomástovább Wilsonville pályaudvar felé |  | Westside Express Service |  | Beaverton pályaudvarvégállomás |

## Fordítás
- Ez a szócikk részben vagy egészben  a   Hall/Nimbus Station című angol Wikipédia-szócikk ezen változatának fordításán alapul.  Az eredeti cikk szerkesztőit annak laptörténete sorolja fel. Ez a jelzés csupán a megfogalmazás eredetét és a szerzői jogokat jelzi, nem szolgál a cikkben szereplő információk forrásmegjelöléseként.